# 里沃里斯
里沃里斯是德国莱茵兰-普法尔茨州的一个市镇。总面积2.11平方公里，总人口412人，其中男性207人，女性205人（2011年12月31日），人口密度195人/平方公里。